# Merrell (compañía)

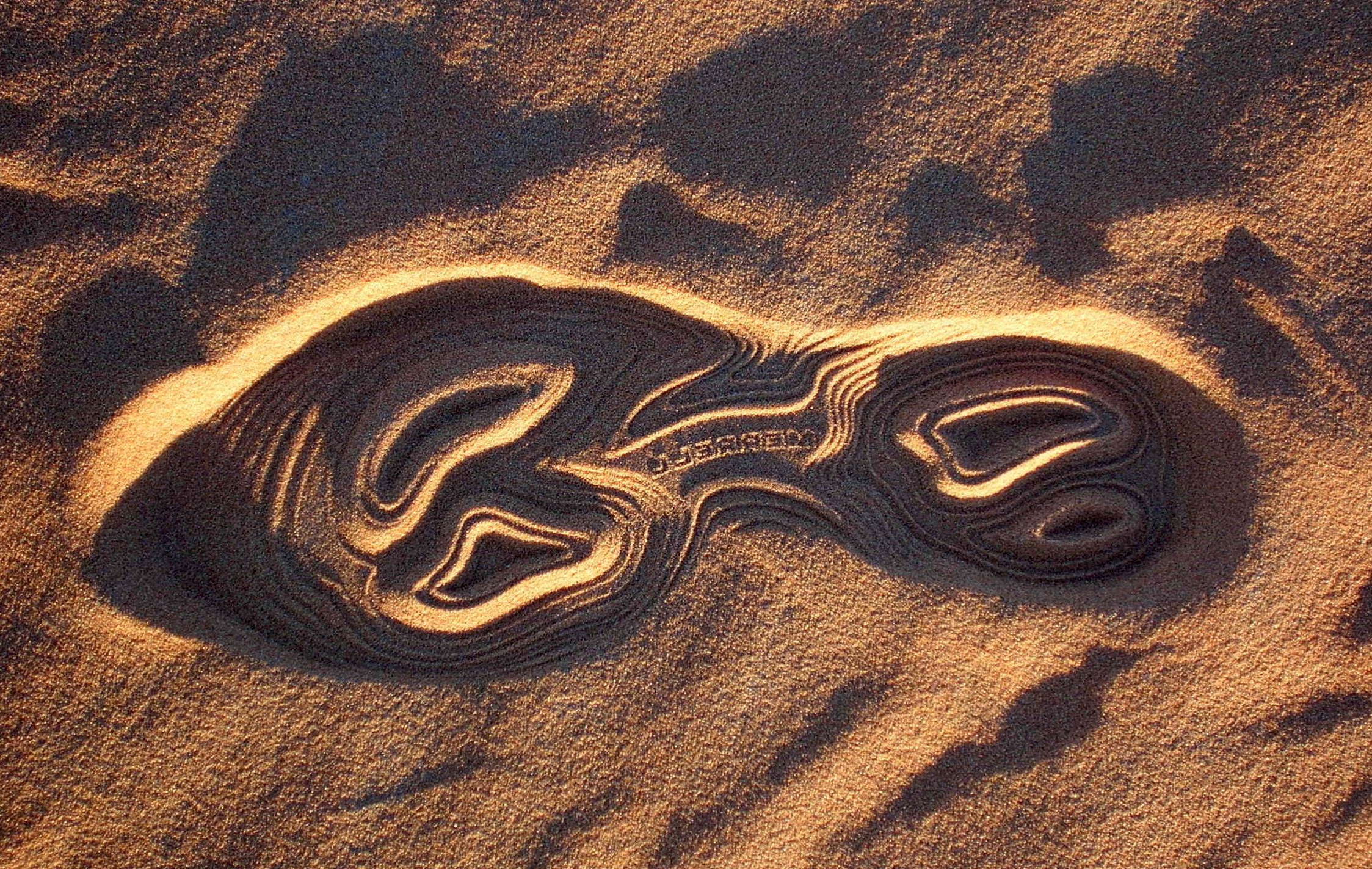
Huella en la arena del desierto de Erg Chebbi en Marruecos.

La Compañía Merrell es una compañía dedicada al zapato deportivo que fue fundada por Clark Matis, Randy Merrell y John Schweitzer en 1981. Los inicios fueron en Green Mountains en Vermont. Inicialmente la compañía se dedicó a diseñar y comercializar calzado para realizar trekking que se ajustaba perfectamente al pie. Una de las características es la elaboración del empeine y la cámara de aire "Air Cushion", típica del calzado de la marca. Los diseños que incorporaban las zapatillas Merrell eran tales que el tacón tenía ajustes en la planta baja muy similares al Vibram. La compañía tuvo diversos movimientos de propietarios: Matis y Schweitzer vendieron la compañía a Karhu USA; y en el año 1997, Wolverine Worldwide la adquirió. Desde entonces la compañía ha ido creciendo y diversificando su oferta a diversos elementos deportivos como ropa (línea comercial que abrió ya en 2006).
En Argentina, una parte de sus productos son fabricados por Grimoldi, y desde hace algunos años se puede notar una drástica baja en la calidad del producto.

Merrell logo